# Prionostemma bogotanum
Prionostemma bogotanum is een hooiwagen uit de familie Sclerosomatidae.